# Гладштейн, Леонид Исаакович
Леонид Исаакович Гладштейн (род. 28 сентября 1928, Барвиха, Московская губерния) — советский и российский материаловед, доктор технических наук, лауреат Государственной премии 1977 г. за создание, освоение производства и внедрение высокопрочных сталей в строительстве.

## Биография
Родился 28 сентября 1928 года в Барвихе, выпускник МАТИ, более 30 лет руководил отделом материаловедения в Центральном НИИ стальных конструкций им. Мельникова. Создал методику разработки состава высокопрочных строительных сталей, упрочнённых малыми добавками азота и ванадия с учётом требований к прочности и технологичности при сварке. Автор (вместе с Д. А. Литвиненко) книги «Высокопрочная строительная сталь», Металлургия, М., 1972, С. 239., и многочисленных научных статей.

## Труды
- Гладштейн, Леонид Исаакович. Структура аустенита и свойства горячекатаной стали / Л. И. Гладштейн, Д. А. Литвиненко, Л. Г. Онучин. — М. : Металлургия, 1983. — 112 с.